# Семочко Дмитро Дмитрович
Дмитро́ Дми́трович Семочко (* 25 січня 1979, Лавриків, Нестеровський район, Львівська область, УРСР, СРСР) — український футболіст, захисник.

## Біографія
Вихованець клубу «Карпати» (Львів). Перший тренер Валерій Гоячий. У 1996 році підписав свій перший професійний контракт із ФК «Львів». У 1999 році він повернувся у «Карпати». У 2000 році відправився в Росію, де захищав кольори «Уралану». У 2003 році він повернувся в Україні до дніпропетровського Дніпра. У 2006 році знову поїхав у Росію, де він грав у клубах «Промінь-Енергія» і «Шинник». Після того, як ярославська команда залишила прем'єр-лігу, грати у першому дивізіоні Дмитро не захотів і 23 березня 2009 перейшов в «Металіст», завоювавши з ним бронзові медалі чемпіонату України. Проте, вже влітку 2009 повернувся назад до Росії у «Хімки». Після закінчення контракту як вільний агент у лютому 2010 року підписав контракт із «Закарпаттям». У липні 2010 року підписав контракт із клубом «Волинь», але вже після першої гри, яка закінчилася домашньою поразкою 0:4 від «Ворскли», клуб розірвав контракт із гравцем. Після цього гравець підписав контракт із російським «Нижнім Новгородом», а в лютому 2011 року повернувся до клубу «Промінь-Енергія».

## Досягнення
- Срібний призер Першого дивізіону Росії: 2001
- Фіналіст Кубка України: 2004
- Бронзовий призер чемпіонату України: 2009